# Wanganella (New South Wales)
Wanganella ist ein Dorf im Süden des australischen Bundesstaats New South Wales. Es ist am Cobb Highway gelegen. Durch den Ort fließt der Billabong Creek.
Die Geschichte des Dorfs begann 1864, als das Land dieser Gegend verkauft wurde. 1865 berichtete ein Reisender, dass der Ort aus zwei Gaststätten, einer Schmiede und ein Schuhmachergeschäft bestand.
Seit 1867 werden Wetteraufzeichnungen geführt. Die Temperaturunterschiede sind während eines Jahres sehr groß und reichen von einer durchschnittlichen Monatshöchsttemperatur von 31,6 °C im Februar zu einer Tiefsttemperatur von 3,6 °C im Juli. Der Jahresniederschlag beträgt im Durchschnitt 366,3 Milliliter.